# Piłka siatkowa na Igrzyskach Małych Państw Europy 2011 (składy)
Artykuł grupuje składy wszystkich reprezentacji narodowych w piłce siatkowej (halowej oraz plażowej), które wystąpiły w Igrzyskach Małych Państw Europy 2011 w Liechtensteinie.

## Turniej mężczyzn w piłce siatkowej
| Imię i nazwisko            | Rok urodzenia |
| -------------------------- | ------------- |
| Javier Borrego Sánchez     | 1982          |
| Martí Castellá Zanuy       | 1975          |
| David Castillo Giribets    | 1992          |
| Manuel García Bernárdez    | 1981          |
| Héctor José García Blanqué | 1982          |
| Carlos Adrian Garrido      | 1967          |
| Ivan Lanza Hortal          | 1990          |
| Iván Llesuy Mora           | 1976          |
| Erik Olivera López         | 1987          |
| Daniel Torres Hijos        | 1971          |

| Imię i nazwisko                 | Rok urodzenia |
| ------------------------------- | ------------- |
| Angelos Alexiou                 | 1987          |
| Ioannis Chatzifilippou          | 1980          |
| Vasos Dimitriou                 | 1985          |
| Anthimos Economides             | 1985          |
| Gabriel Georgiou                | 1989          |
| Vladimir Knezevic               | 1984          |
| Avgoustinos Marios Panagiotidis | 1992          |
| Marinos Papachristodoulou       | 1983          |
| Constantinos Papaioannou        | 1985          |
| Georgios Platritis              | 1981          |
| Antonis Tsagkaridis             | 1983          |

| Imię i nazwisko             | Rok urodzenia |
| --------------------------- | ------------- |
| Aðalsteinn Einar Eymundsson | 1981          |
| Kjartan Fannar Grétarsson   | 1982          |
| Ingólfur Hilmar Guðjónsson  | 1991          |
| Ólafur Heimir Guðmundsson   | 1976          |
| Emil Gunnarsson             | 1974          |
| Orri Þór Jónsson            | 1991          |
| Piotr Sławomir Kempisty     | 1979          |
| Hilmar Sigurjónsson         | 1988          |
| Alexander Stefánsson        | 1990          |
| Filip Paweł Szewczyk        | 1978          |
| Hafsteinn Valdimarsson      | 1989          |
| Kristján Valdimarsson       | 1989          |

| Imię i nazwisko   | Rok urodzenia |
| ----------------- | ------------- |
| Ben Angelsberg    | 1987          |
| Djamel Belhaouci  | 1992          |
| Gilles Braas      | 1992          |
| Olivier de Castro | 1988          |
| Dominik Husi      | 1985          |
| Raoul Jungers     | 1979          |
| Andy König        | 1985          |
| Ralf Lentz        | 1981          |
| Jan Lux           | 1984          |
| Gil Nizard        | 1990          |
| Juan Pablo Stutz  | 1983          |
| František Vosáhlo | 1989          |

| Imię i nazwisko        | Rok urodzenia |
| ---------------------- | ------------- |
| Marko Bojić            | 1988          |
| Gojko Ćuk              | 1988          |
| Miloš Ćulafić          | 1986          |
| Simo Dabović           | 1987          |
| Bojan Đukić            | 1991          |
| Ivan Ječmenica         | 1990          |
| Aleksandar Milivojević | 1983          |
| Aleksandar Minić       | 1986          |
| Balša Radunović        | 1992          |
| Ivan Rašović           | 1984          |
| Rajko Strugar          | 1995          |
| Luka Šuljagić          | 1986          |

| Imię i nazwisko    | Rok urodzenia |
| ------------------ | ------------- |
| Lorenzo Benvenuti  | 1994          |
| Andrea Costa       | 1990          |
| Alessandro Gennari | 1988          |
| Andrea Lazzarini   | 1990          |
| Matteo Lombardi    | 1990          |
| Fausto Piscaglia   | 1973          |
| Luca Pucci         | 1988          |
| Marco Rondelli     | 1994          |
| Giuliano Vanucci   | 1990          |
| Luca Venturini     | 1992          |
| Daniele Vicini     | 1985          |
| Matteo Zonzini     | 1989          |

## Turniej kobiet w piłce siatkowej
| Imię i nazwisko          | Rok urodzenia |
| ------------------------ | ------------- |
| Petroulla Alexandrou     | 1978          |
| Alexia Andreou           | 1994          |
| Antrea Charalambous      | 1987          |
| Anastasia Chernaya       | 1987          |
| Antri Iordanous          | 1988          |
| Despoina Konstantinou    | 1987          |
| Panayiota Kouta          | 1988          |
| Sofia Manitarou          | 1987          |
| Eleni Michael            | 1981          |
| Elena Mosfilioti         | 1991          |
| Tetyana Timokhova-Siskou | 1974          |

| Imię i nazwisko                | Rok urodzenia |
| ------------------------------ | ------------- |
| Miglena Kostova Apostolova     | 1969          |
| Velina Apostolova              | 1989          |
| Steinunn Helga Björgólfsdóttir | 1991          |
| Birta Björnsdóttir             | 1990          |
| Hjördís Eiríksdóttir           | 1992          |
| Zaharina Filipova              | 1980          |
| Helena Kristín Gunnarsdóttir   | 1992          |
| Ingibjörg Gunnarsdóttir        | 1974          |
| Fríða Sigurðardóttir           | 1980          |
| Fjóla Rut Svavarsdóttir        | 1989          |
| Elsa Sæny Valgeirsdottir       | 1983          |
| Jona Gudlaug Vigfusdottir      | 1989          |

| Imię i nazwisko       | Rok urodzenia |
| --------------------- | ------------- |
| Chantal Beck          | 1991          |
| Melanie Büchel        | 1983          |
| Claudia Hasler        | 1985          |
| Alejandra Maldonado   | 1992          |
| Barbara Marxer        | 1984          |
| Monika Marxer         | 1986          |
| Laura Rüegg           | 1987          |
| Barbara Schadegg-Beck | 1976          |
| Corina Schmuck        | 1994          |
| Lena Vogrin           | 1990          |

| Imię i nazwisko      | Rok urodzenia |
| -------------------- | ------------- |
| Liz Alliaume         | 1992          |
| Nathalie Braas       | 1994          |
| Michèle Breuer       | 1993          |
| Lynn Elouardi        | 1982          |
| Martine Emeringer    | 1981          |
| Kim Godart           | 1993          |
| Anne Kathrin Hasdorf | 1984          |
| Betty Hoffmann       | 1996          |
| Rebekka Klerf        | 1994          |
| Annalena Mach        | 1995          |
| Fabienne Welsch      | 1993          |
| Julie Zorn           | 1986          |

### San Marino
| Imię i nazwisko         | Rok urodzenia |
| ----------------------- | ------------- |
| Cristina Bacciocchi     | 1987          |
| Veronica Barducci       | 1983          |
| Samanta Giardi          | 1977          |
| Federica Mazza          | 1983          |
| Martina Mazza           | 1987          |
| Irene Monti             | 1975          |
| Maria Camilla Montironi | 1989          |
| Giulia Muccioli         | 1988          |
| Chiara Parenti          | 1991          |
| Elisa Parenti           | 1979          |
| Rachele Stimac          | 1992          |
| Elisa Vanucci           | 1988          |

## Turniej mężczyzn w siatkówce plażowej

### Andora
| Imię i nazwisko             | Rok urodzenia |
| --------------------------- | ------------- |
| Xavier Folguera Estruga     | 1988          |
| Christian Salvador Campillo | 1988          |

### Cypr
| Imię i nazwisko         | Rok urodzenia |
| ----------------------- | ------------- |
| Dimitris Apostolou      | 1984          |
| Konstantinos Efstathiou | 1984          |

### Islandia
| Imię i nazwisko         | Rok urodzenia |
| ----------------------- | ------------- |
| Róbert Karl Hlöðversson | 1978          |
| Einar Sigurðsson        | 1974          |

### Liechtenstein
| Imię i nazwisko          | Rok urodzenia |
| ------------------------ | ------------- |
| Manuel Gahr              | 1992          |
| Maximilian von Deichmann | 1991          |

### Monako
| Imię i nazwisko | Rok urodzenia |
| --------------- | ------------- |
| Pascal Ferry    | 1988          |
| Frank Gopcevic  | 1985          |

## Turniej kobiet w siatkówce plażowej

### Andora
| Imię i nazwisko     | Rok urodzenia |
| ------------------- | ------------- |
| Laura Contreras Ros | 1990          |
| Ana Guevara Hidalgo | 1980          |

### Cypr
| Imię i nazwisko       | Rok urodzenia |
| --------------------- | ------------- |
| Mariota Angelopoulou  | 1992          |
| Manolina Konstantinou | 1993          |

### Islandia
| Imię i nazwisko             | Rok urodzenia |
| --------------------------- | ------------- |
| Birna Baldursdóttir         | 1980          |
| Laufey Björk Sigmundsdóttir | 1983          |

### Liechtenstein
| Imię i nazwisko         | Rok urodzenia |
| ----------------------- | ------------- |
| Ramona Kaiser           | 1990          |
| Petra Schifferle-Walser | 1982          |

### Luksemburg
| Imię i nazwisko | Rok urodzenia |
| --------------- | ------------- |
| Anne Grethen    | 1978          |
| Norma Zambon    | 1978          |

### Malta
| Imię i nazwisko | Rok urodzenia |
| --------------- | ------------- |
| Alison Borg     | 1980          |
| Gertrude Zarb   | 1985          |

### Monako
| Imię i nazwisko | Rok urodzenia |
| --------------- | ------------- |
| Marion Augé     | 1990          |
| Magali Muratore | 1987          |